# مارك اندروز (لاعب اتحاد الرغبي)
مارك اندروز (بالإنجليزية: Mark Andrews)‏ هو لاعب اتحاد الرغبي جنوب أفريقي، ولد في 21 فبراير 1972 في Elliot, South Africa ‏ في جنوب أفريقيا.

## وصلات خارجية
- مارك اندروز على موقع دوري الرغبي الممتاز (الإنجليزية)
- مارك اندروز عل موقع إسبنسكروم (الإنجليزية)
- مارك اندروز على موقع ItsRugby.co.uk (الإنجليزية)